# Pekka Korhonen
Pekka Korhonen (* 21. August 1955 in Suonenjoki, Finnland) ist ein finnischer Politikwissenschaftler. Er ist seit 2004 Professor für Weltpolitik an der Universität Jyväskylä in Finnland. Die Schwerpunkte seiner Forschung liegen auf den Gebieten Weltpolitik, Asien und des Begriffs „Asien“.

## Bibliographie (Auswahl)
- Hans Morgenthau, intellektuaalinen historia [Hans Morgenthau,  intellectual history]. Jälkisanat Kari Palonen. University of Jyväskylä, Institute of Political Science, Publications No. 46/1983.
- The Geometry of Power. Johan Galtung's Conception of Power. Tampere Peace Research Institute, Research Reports No. 38, Tampere 1990.
- Japan and the Pacific Free Trade Area. Routledge, London & New York, 1994
- Japan and Asia Pacific Integration: Pacific Romances 1968-1996. London and New York: Routledge, 1998.
- アジアの西の境、京都：国際日本文化研究センター、2000年 Ajia no Nishi no Sakai. Kyoto: Kokusai Nihon bunka kenkyū sentā, 2000.
- Katalin Miklóssy & Pekka Korhonen (Hrsg.) The East and the Idea of Europe. Newcastle upon Tyne: Cambridge Scholars Publishing, 2010.
- Olli-Pekka Moisio & Pekka Korhonen & Marja Järvelä & Eeva Lehtonen (Hrsg.) Ovia yhteiskuntatieteisiin [Doors to Social Sciences]. Jyväskylä: Sophi, 2012. https://jyx.jyu.fi/dspace/handle/123456789/37480